# Карлс-плац (станція метро)

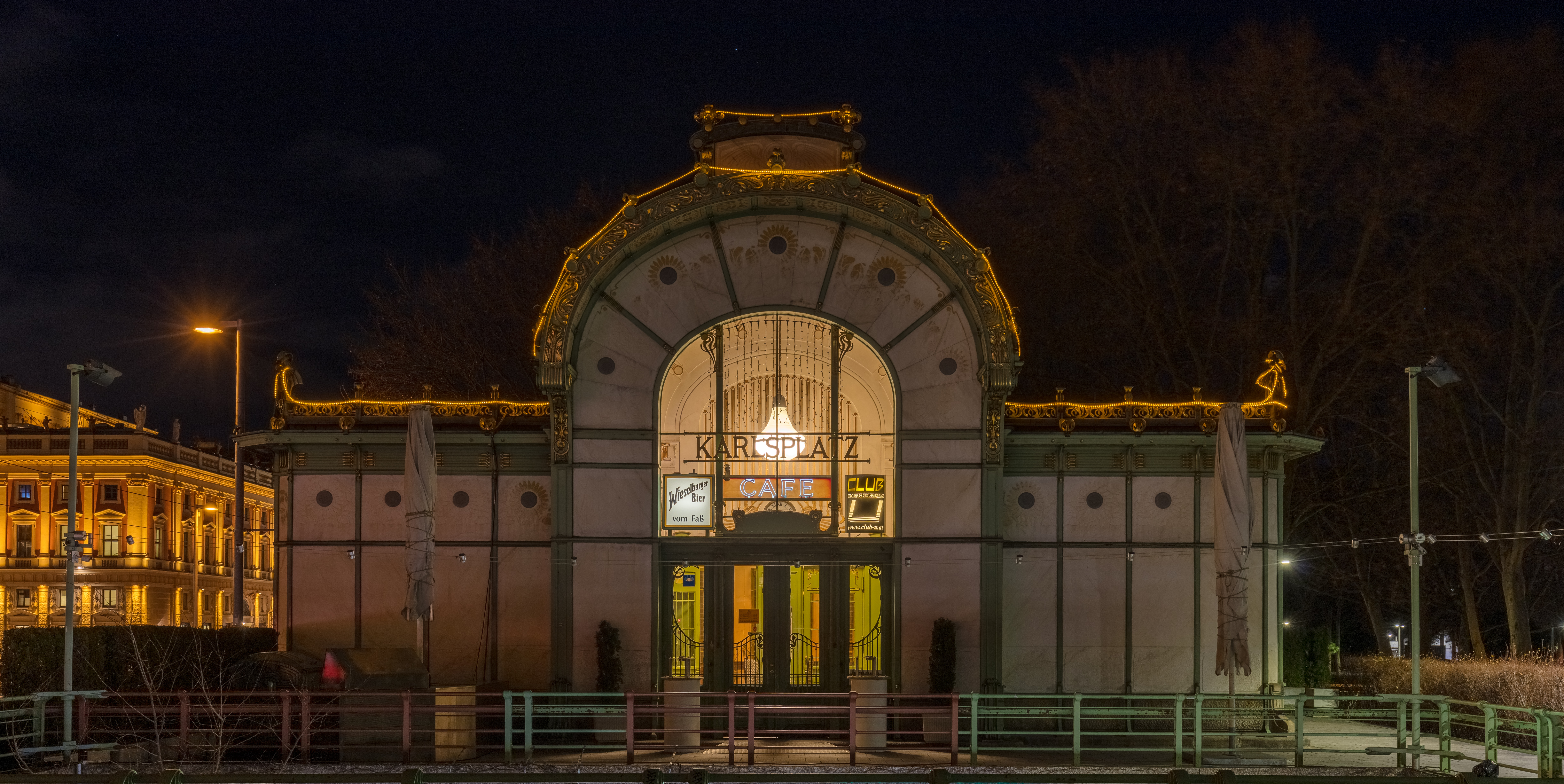
Павільйон станції ввечері

Карлс-плац (нім. Karlsplatz) ― пересадочна станція Віденського метрополітену, розміщена на лінії U1 між станціями «Таубштуммен-гассе» і «Штефанс-плац» та на лінії U4 між станціями «Кеттенбрюкен-гассе» і «Штадтпарк», кінцева станція лінії U2.
Відкрита як станція метро 25 лютого 1978 року у складі першої секції лінії метрополітену U1 («Ройманн-плац» — «Карлс-плац»), 15 серпня 1978 року в складі лінії U4 і 30 серпня 1980 року в складі лінії U2. Наразі є найбільшим транспортним вузлом компанії Wiener Linien.
До відкриття метро тут була станція штадтбану (на паровій тязі), відкрита 30 червня 1899 року як станція «Академі-штрасе» (нім. Academiestraße). У тому ж році вона отримала свою сучасну назву після найменування відповідної площі на честь Карла VI; тоді ж код станції змінився з AK на KP.

## Розташування
Через своє розташування у центрі міста станція «Карлс-плац» оточена численними важливими об'єктами: на виході із Оперного пасажу, продовженого до Рессельпарку у ході будівельних робіт метрополітену, розташована головна будівля Віденського технічного університету, власне Рессельпарк і собор святого Карла, а біля північного виходу ― Опера, вхід до пішохідної зони на вулиці Кернтнерштрасе та низка дорогих готелів. Завдяки широко розгалуженим пасажам можно легко дістатися не лише до Державної опери, а й до Сецесіону, ринку Нашмаркт, Будинку художників та Віденської філармонії.

## Історія

### Штадтбан

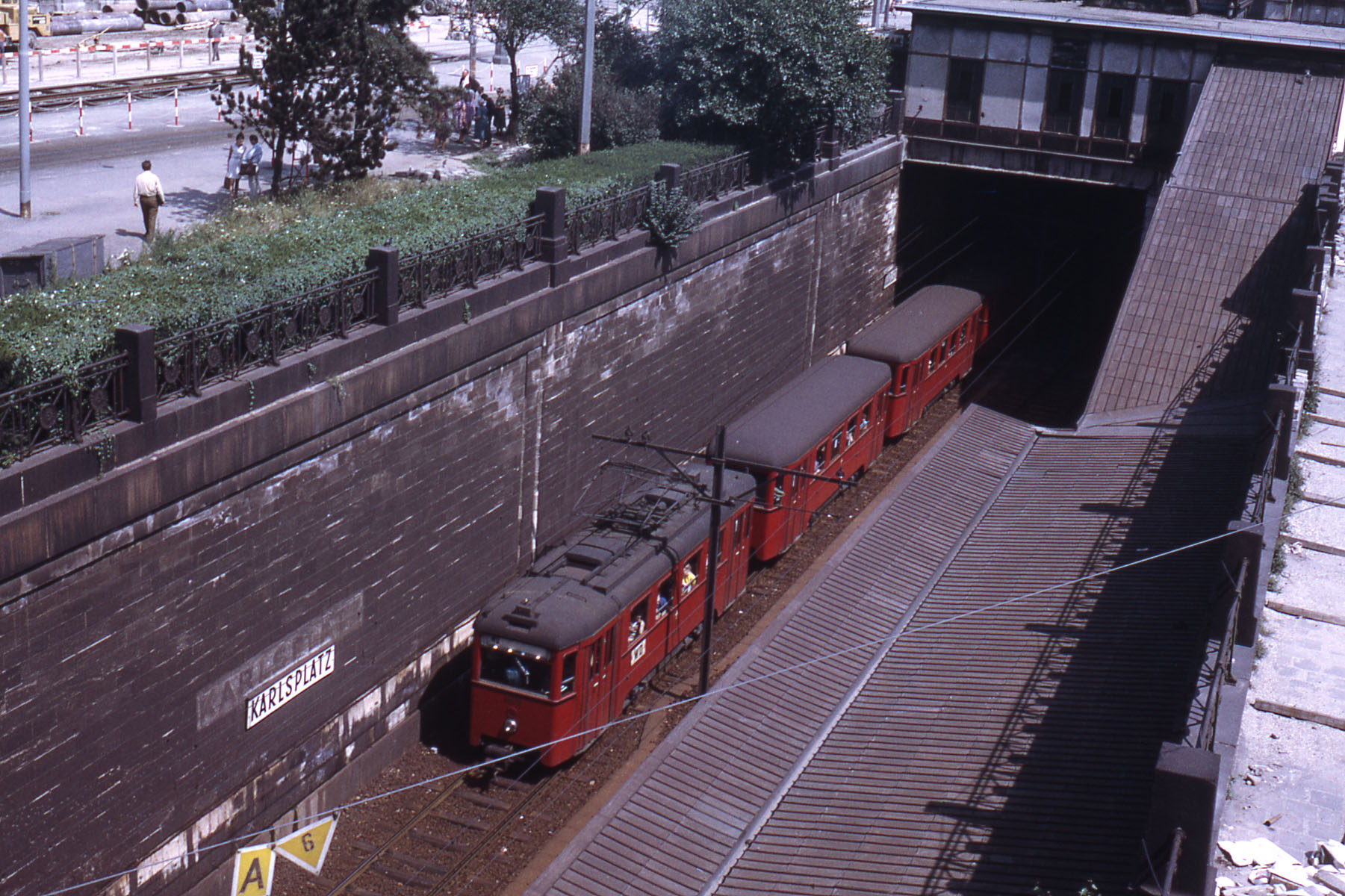
Потяг штадтбану n1/n2 на ще відкритій станції «Карлс-плац», 1970 рік

На ранніх планах штадтбану 1890 року станція «Карлс-плац» ще фігурує під назвою «Шварценбергбрюке» (нім. Schwarzenbergbrücke) на честь однойменного мосту, проте після його знесення у 1895 році станцію було перейменовано на «Академіштрасе». Споруджена за дорученням Комісії транспорту Відня та конструктивно завершена у травні 1898 року в архітектурному плані станція являла собою особливий випадок у мережі штадтбану: наземні споруди спочатку відкритої вгорі станції складаються із двох павільйонів, розташованих навпроти одне одного та рясно прикрашених орнаментами. На відміну від інших станцій вони були споруджені архітектором Отто Вагнером за допомогою сталевих каркасних конструкцій із підвішеними ззовні мармуровими плитами та прикрашені у популярному на той час югендстилі, а квіткові орнаменти розробив архітектор Йозеф Марія Ольбріх.
Від кожного павільйону спочатку відходило лише по одному сходовому маршу до відповідної однієї з двох зміщено розташованих платформ.

### Метрополітен

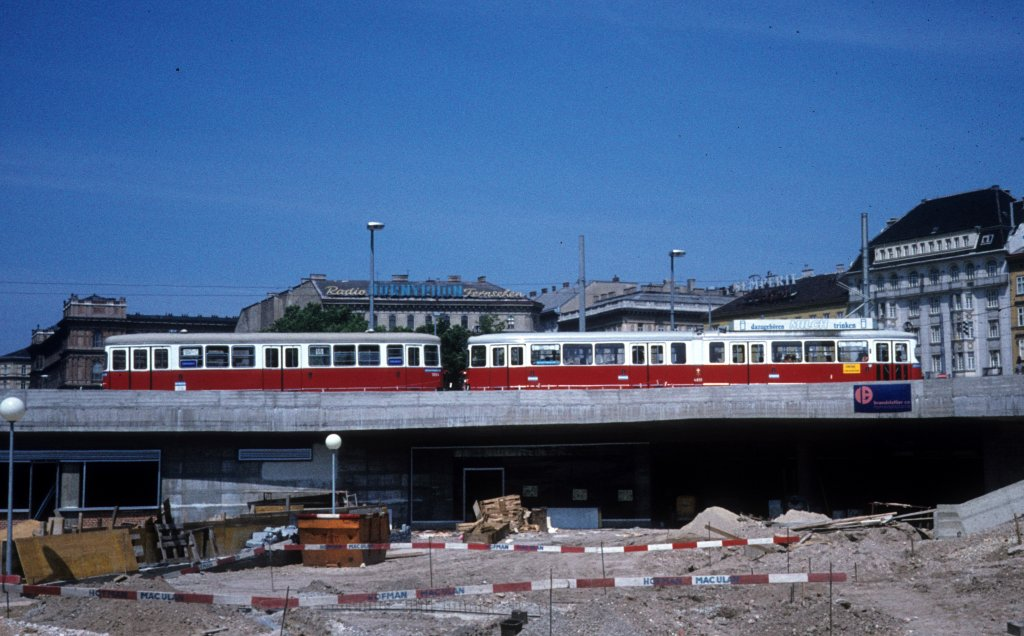
Будівельний майданчик станції на розі вулиці Кернтнерштрасе, 1970 рік

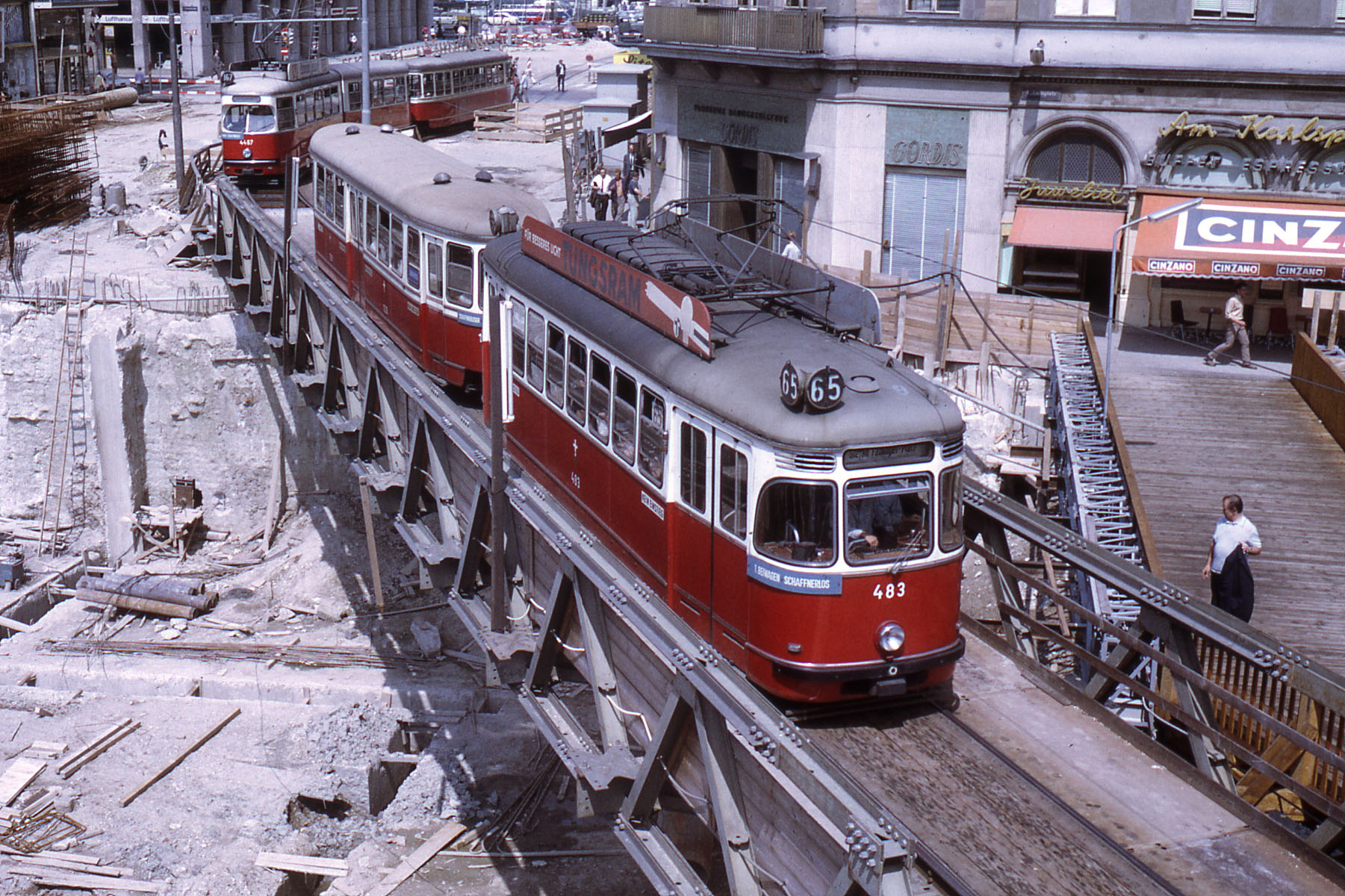
Будівельний майданчик на виході до Рессельпарку, 1977 рік

Перебудова нижньої Вінталь-лінії на метрополітен у 1976–1981 рр. спричинила і тотальну перебудову підземної структури станції. Павільйони у ході спорудження метрополітену мали бути знесені, проте через громадські протести були відреставровані, розібрані та перенесені на два метри вище від попереднього рівня вулиці. Західний павільйон наразі є приміщенням Музею Відня, що містить виставку про працю Отто Вагнера та вхід до станції метро із заднього боку; прямий вихід на колії більше неможливий. Східний павільйон у наш час використовується як кафе.
На етапах планування та спорудження східці та ескалатори вважалися достатніми для сполучення між поверхами станції; лише пізніше через потреби інвалідів, пасажирів на інвалідних візках та з дитячими колясками старіші станції метрополітену були оснащені ліфтами. У 1995 році платформа лінії U4 була оснащена ліфтом для переміщення на верхній поверх до Оперного пасажу, у 1996 році було встановлено ще по одному ліфту на кожну із обидвох платформ лінії U2.
Масивного освітлення початку будівельних робіт на станції «Карлс-плац» у медіа не було; офіційною датою початку будівництва вважається 3 листопада 1969 року. Широкого розголосу натомість здобула подія 18 серпня 1973 року, коли за допомогою кранів на колії лінії U1 на станції були опущені два вагони потягу метро. Хоча у 1978 році офіційно була відкрита лише ділянка Ройманн-плац ― Карлс-плац, пусті потяги ходили вже до станції «Штефанс-плац». Це відбувалося через те, що на станції «Карлс-плац» ще не було пристроїв для повороту, а станція «Штефанс-плац» іще не була відкрита для пасажирів.

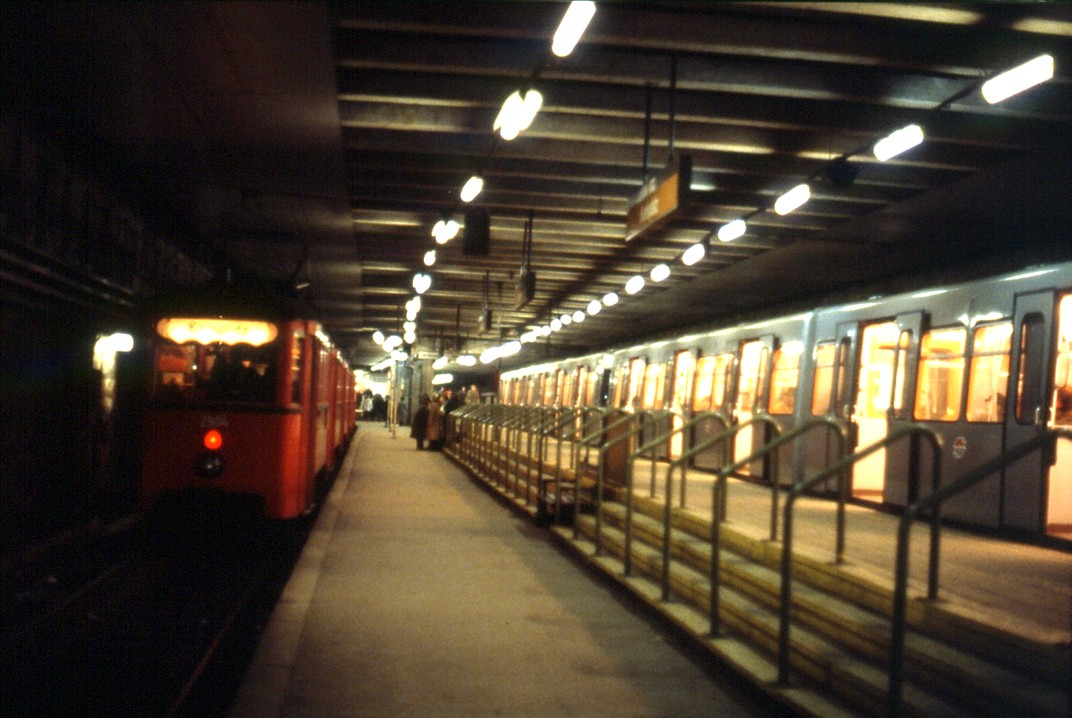
Пересадки між штадтбаном та лінією метрополітену U4

Під час будівельних робіт на колишній ділянці штадтбану з 15 серпня 1978 року лінія штадтбану, що прямувала з Гюттельдорфу, стикалася тут із лінією метрополітену U4 із напрямку Хайлігенштадту. Пасажири, що хотіли їхати через Карлс-плац, мусили робити тут пересадку на спільному пероні, що тягнувся уздовж колії метро та був піднятий на необхідний для посадки рівень за допомогою дерев'яних планок. Після продовження лінії U4 до вулиці Майдлінгер-Гауптштрасе 26 жовтня 1980 року станція «Карлс-плац» стала станцією винятково метрополітену.
Лінія U2 утворилася із підземної ділянки трамваю під т. зв. вулицею «Ластен-штрасе» (також «Другою лінією», нім. Zweierlinie), трамвайна траса якої була закладена глибше. До станції «Карлс-плац» підземний трамвайний тунель був підведений за допомогою нової дільниці завдовжки 400 м. Окрім цього, було встановлено поворотний пристрій протягом 200 м у напрямку будівлі Віденської філармонії, втім, громадськість протестувала проти цього, адже через будівельні роботи та пізніше функціонування метро мало б виникнути значне шумове забруднення. З огляду на продовження лінії U2 до «Ернст-Гаппель-Штадіону» та супутнє введення в експлуатацію довгих потягів, поворотний пристрій лінії U2, що знаходився під станцією «Карлс-плац» неподалік філармонії, у 1999–2001 роках був перебудований. У той же час сама будівля філармонії під землею була перебудована та розширена.
Лише протягом короткого часу, з 7 по 25 вересня 1981 року, існувала лінія U2/U4. Потяги цієї лінії курсували від станції «Карлс-плац» через частину U2, далі на станції «Шоттенринг» через службову ділянку переходили на колію лінії U4 та вже по цій лінії курсували назад до «Карлс-плац» і далі до станції «Гітцинг». Оскільки ця спонтанна ідея кільцевої ділянки метрополітену навколо Внутрішнього міста не була б варта того і розклад руху потягів збився б, цей варіант лінії невдовзі був скасований.

## Станція

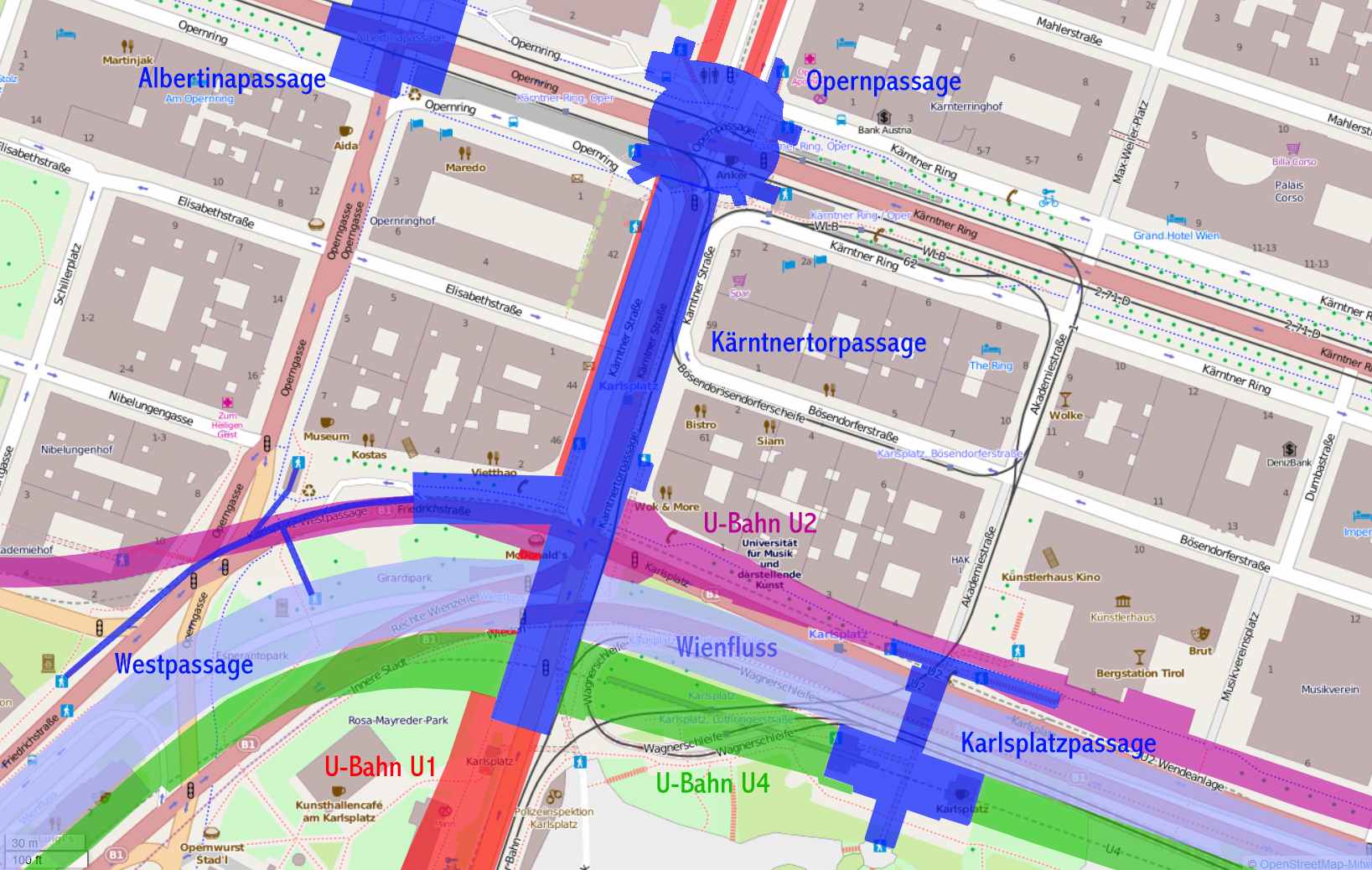
Підземні споруди у районі станції «Карлс-плац»

Станція «Карлс-плац» наразі є одним із найбільших транспортних вузлів Wiener Linien. Доступ до платформ з одного боку здійснюється через головний пасаж, що утворився в результаті сполучення Кернтнертор-, Західного та Оперного пасажів і являє собою підземне сполучення приблизно 200 м завдовжки між площею Карлс-плац та вулицею Оперн-ринг; з іншого боку він здійснюється через пасаж Карлс-плац. Із показником у 233 тисячі пасажирів на день (станом на 2011 рік) станція метро «Карлс-плац» належить до найчастіше використовуваних у Відні. Тут перетинаються лінії метрополітену  U1, U2 та U4. Є можливості пересадок на інші види транспорту, зокрема на міську залізницю, трамвайні лінії, міські та регіональні автобусні маршрути. 
Платформи лінії U1 є центральними платформами та розташовані на глибині 24,63 м під рівнем вулиці Кернтнерштрасе у найглибшому місці станції. Колії лінії U1 йдуть до станції «Карлс-плац» двома окремими тунелями. Чинна кінцева зупинка лінії U2 із боковими платформами знаходиться двома рівнями вище. Один розподільний поверх розташований над лінією U1 та під лініями U2 і U4, ще один сполучає платформи на лінії U2 і, через нижній напівповерх, також сполучає платформи U1 із Кернтнерторпасажем. Окрім цього, прямий доступ до лінії U1 можливий через Оперний пасаж.

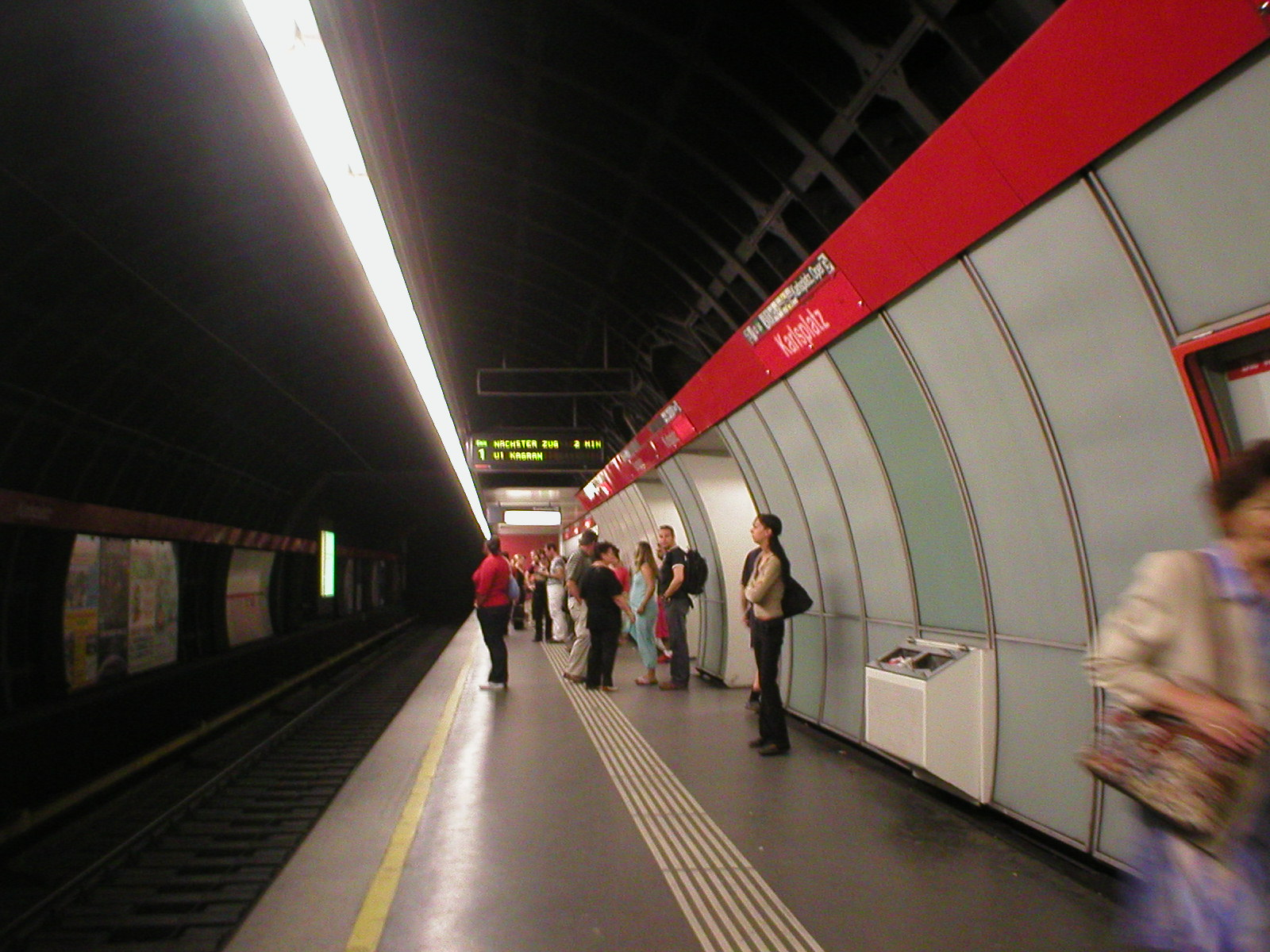
Платформа лінії U1
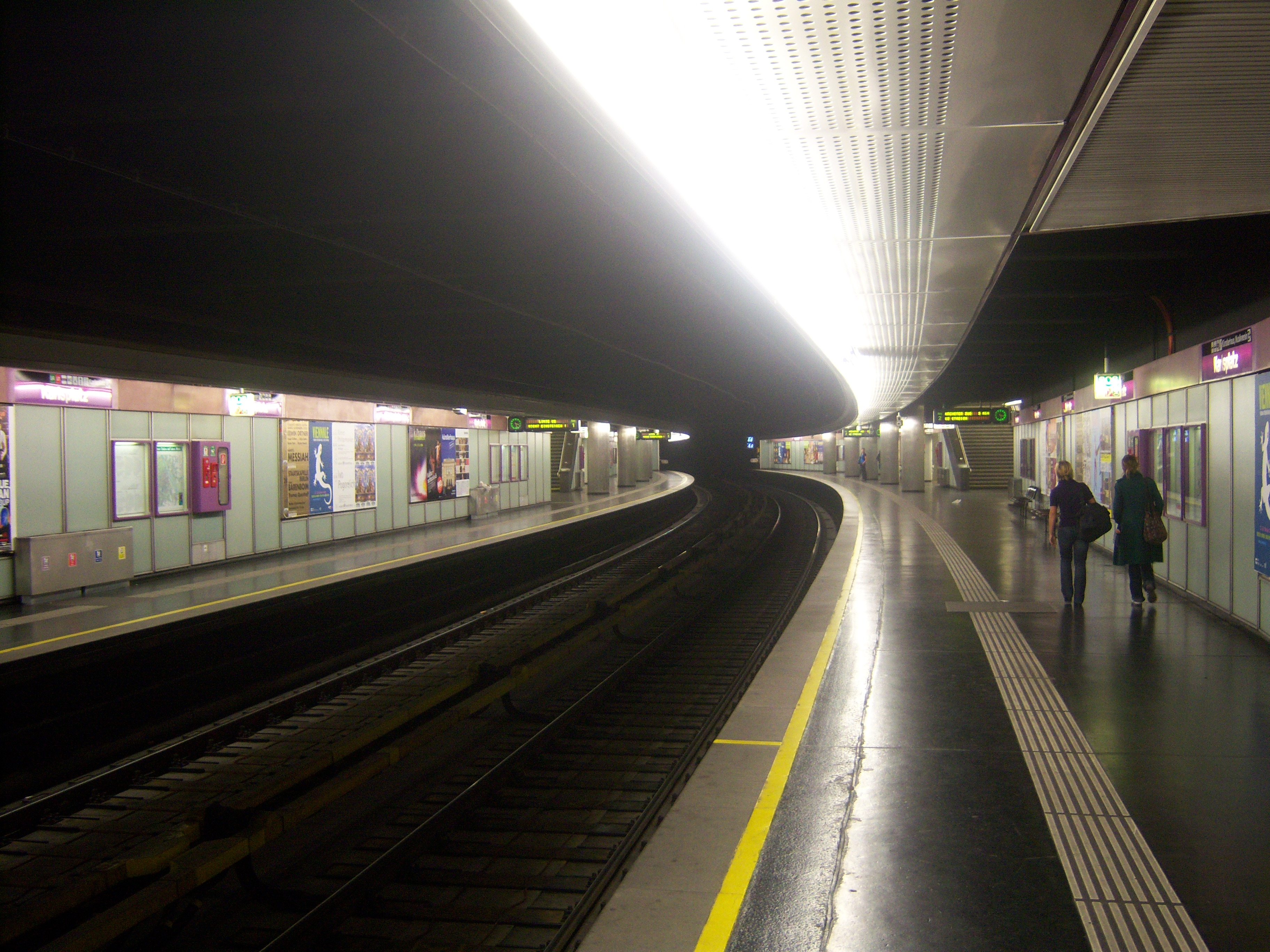
Платформи лінії U2
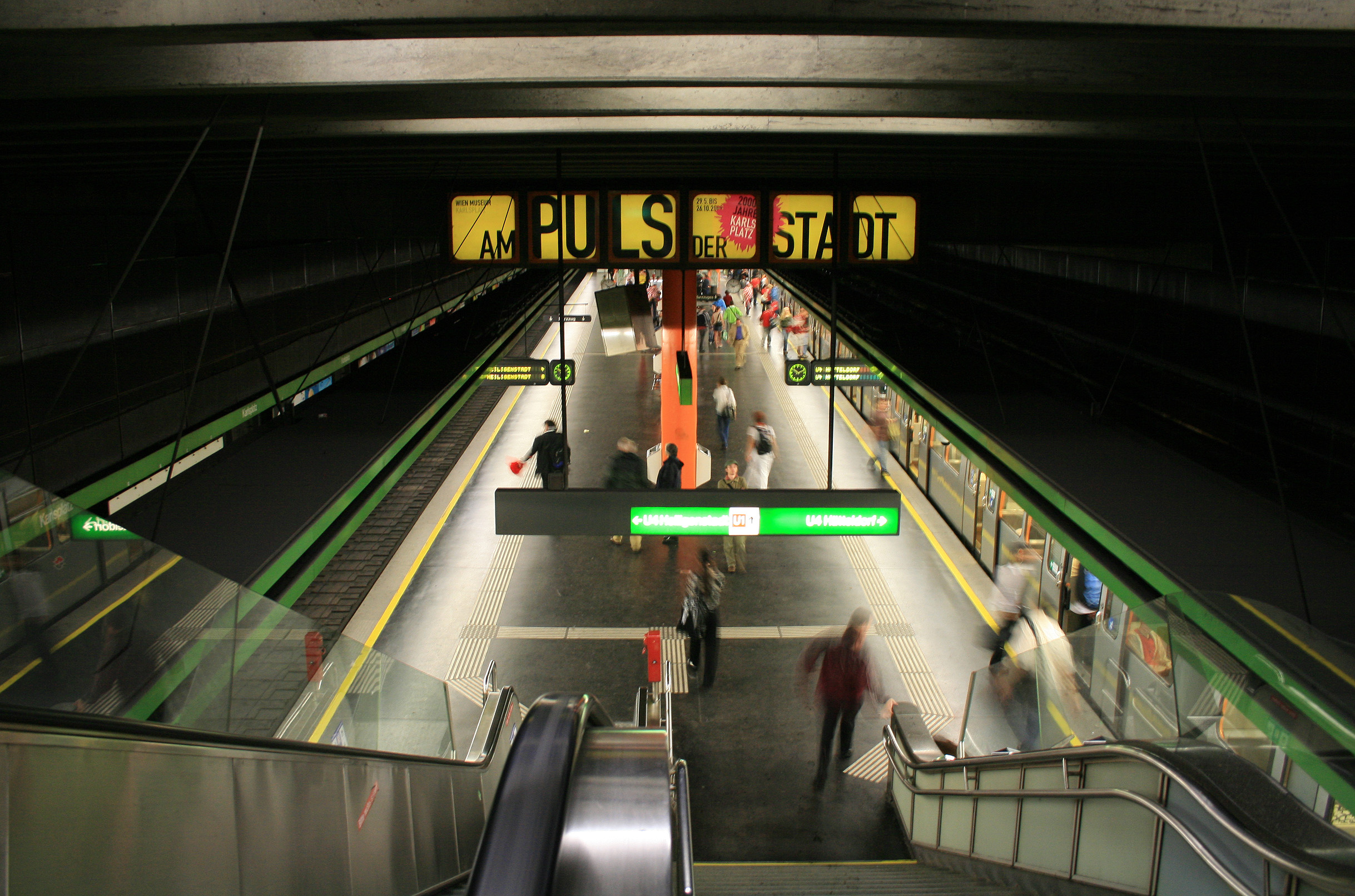
Платформи лінії U4

## Оздоблення
На поверхні територію станції оптично виділяють два павільйони колишнього штадтбану, а під землею у пасажах навколо станції розміщена низка творів сучасних митців:
- У пасажі Карлс-плац з 2003 року розміщено 16-метровий фриз «Unisono di colori», виконаний митцями Ернстом та Елеонор Фрідріхами. Він являє собою ритмічну взаємодію по-різному оформлених прямокутних полів, що відрізняються одне від одного як матеріалом і виконанням поверхні, так і кольорами.[1]
- У Східному пасажі ― проході від Кернтнерторпасажу до виходу на Сецесіон ― у 2005/2006 рр. було встановлено медіаінсталяцію  «Pi» канадського митця Кена Лума. На довжині 130 м поруч із числом пі на дзеркальних вітринах за допомогою світлодіодів виведено 16 різних статистичних даних у режимі реального часу. Це має допомогти відчути соціальні та економічні факти, причому глядач через віддзеркалені стіни також задіяний у цьому показі. Інсталяція була створена Науковим центром Відня разом із Wiener Linien.[1]
- З початку 2012 року стіни розподільного поверху ліній U1 та U2 прикрашені графічною інсталяцією «Ohne Titel» (нім. Без заголовку) мультимедійного митця Петера Коґлера. Подібна до шпалер мережа із комп'ютерно згенерованих трубоподібних форм на стінах має за мету розчинити межі архітектури та завдяки своїм динамічно напруженим структурам відіслатися на трансферну функцію простору для пасажирів. Невипадково геометричні трубоподібні форми також нагадують абстрактну органічну капілярну система або мікроскопічну структуру кристалічної речовини ― але й також і саму систему метрополітену.[1]
- На стінах Кернтнерторпасажу із вересня 2013 року розташовано ще одну інсталяцію під назвою «Ohne Titel» (нім. Без заголовку), проте тірольського митця Ернста Карамелле. Настінний розпис розмірами 70х3 м поділений на вісім частин, що зайняті простими просторовими конфігураціями. Поля із фронтальними та перспективно зміщеними проєкціями чергуються. Відчуття розширення та ритмізації посилюється також тим, що композиція слабко відображується у протилежній матовій скляній стіні такої ж величини, у той час, як додаткові дзеркала при проходженні повз них на мить висвічують окремі деталі.[1]

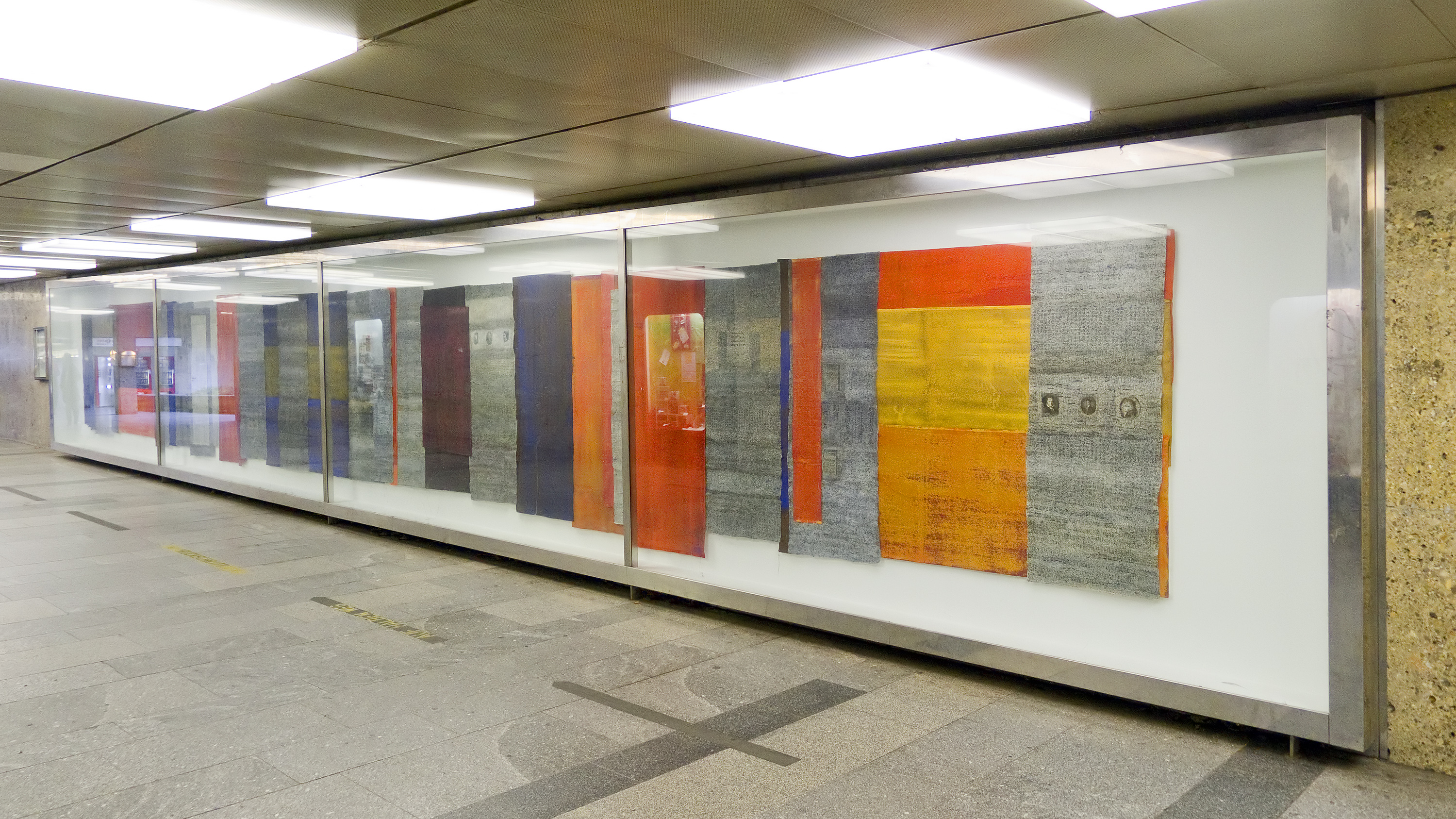
Фриз «Unisono di colori»
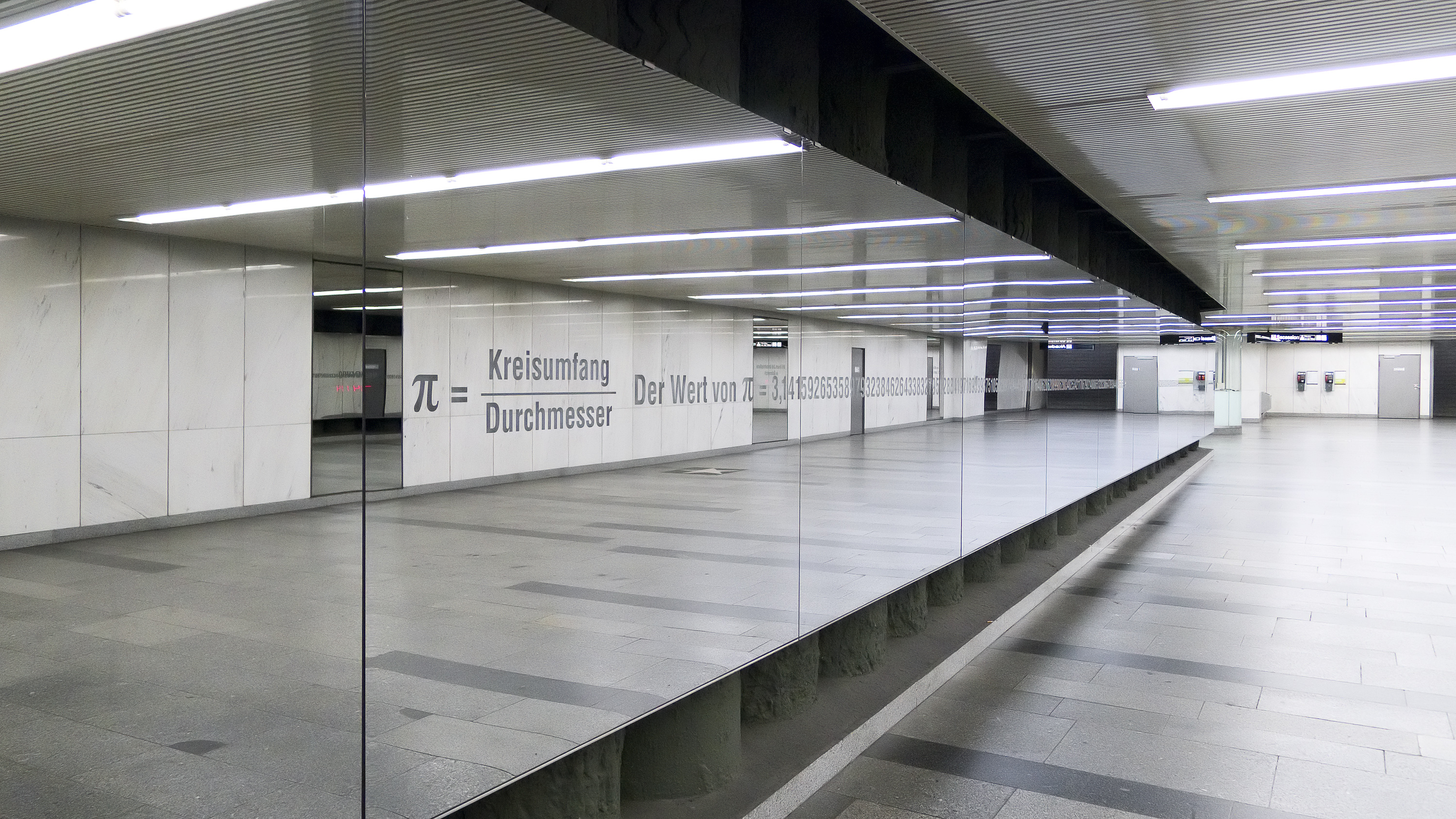
Інсталяція «Pi»
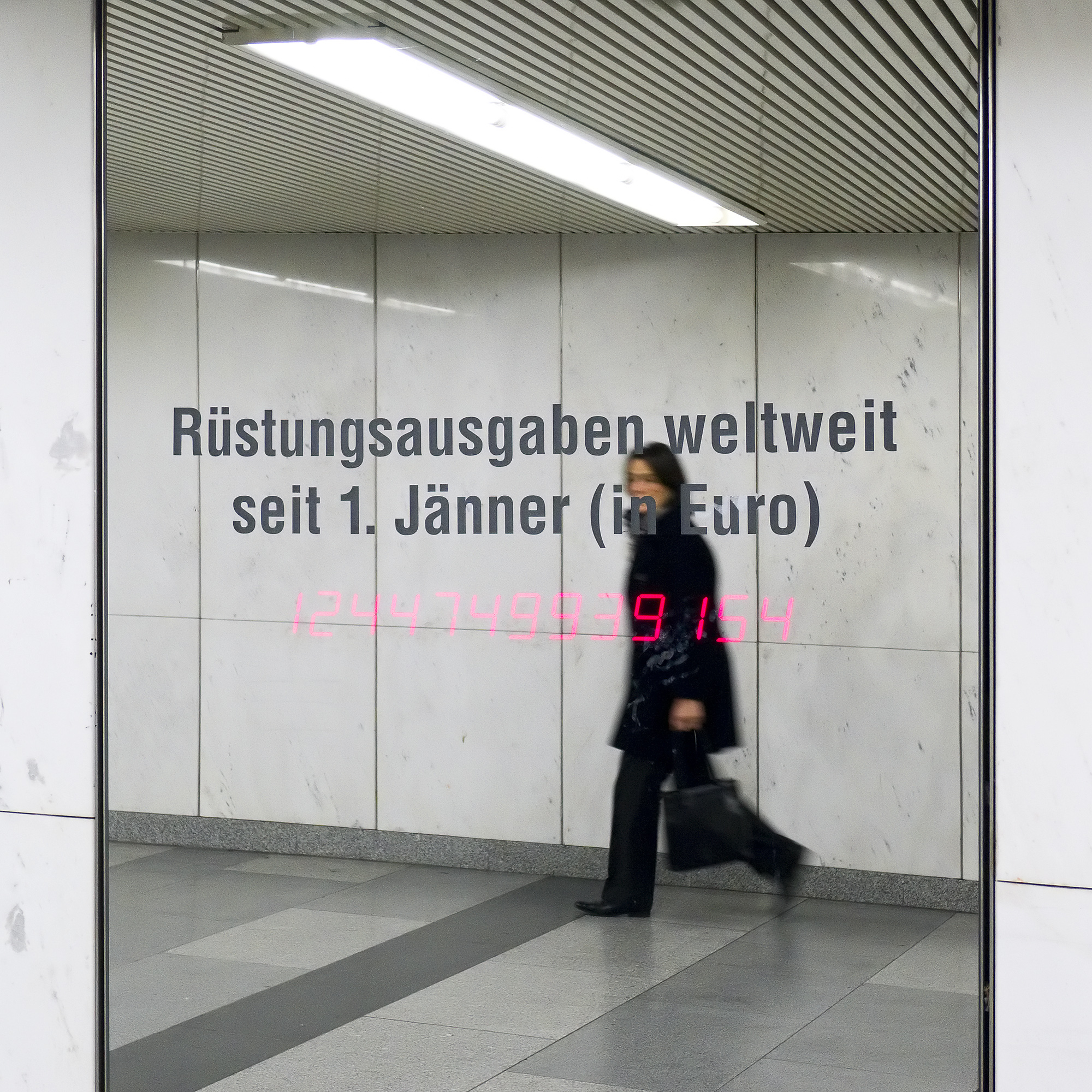
Інсталяція «Pi»
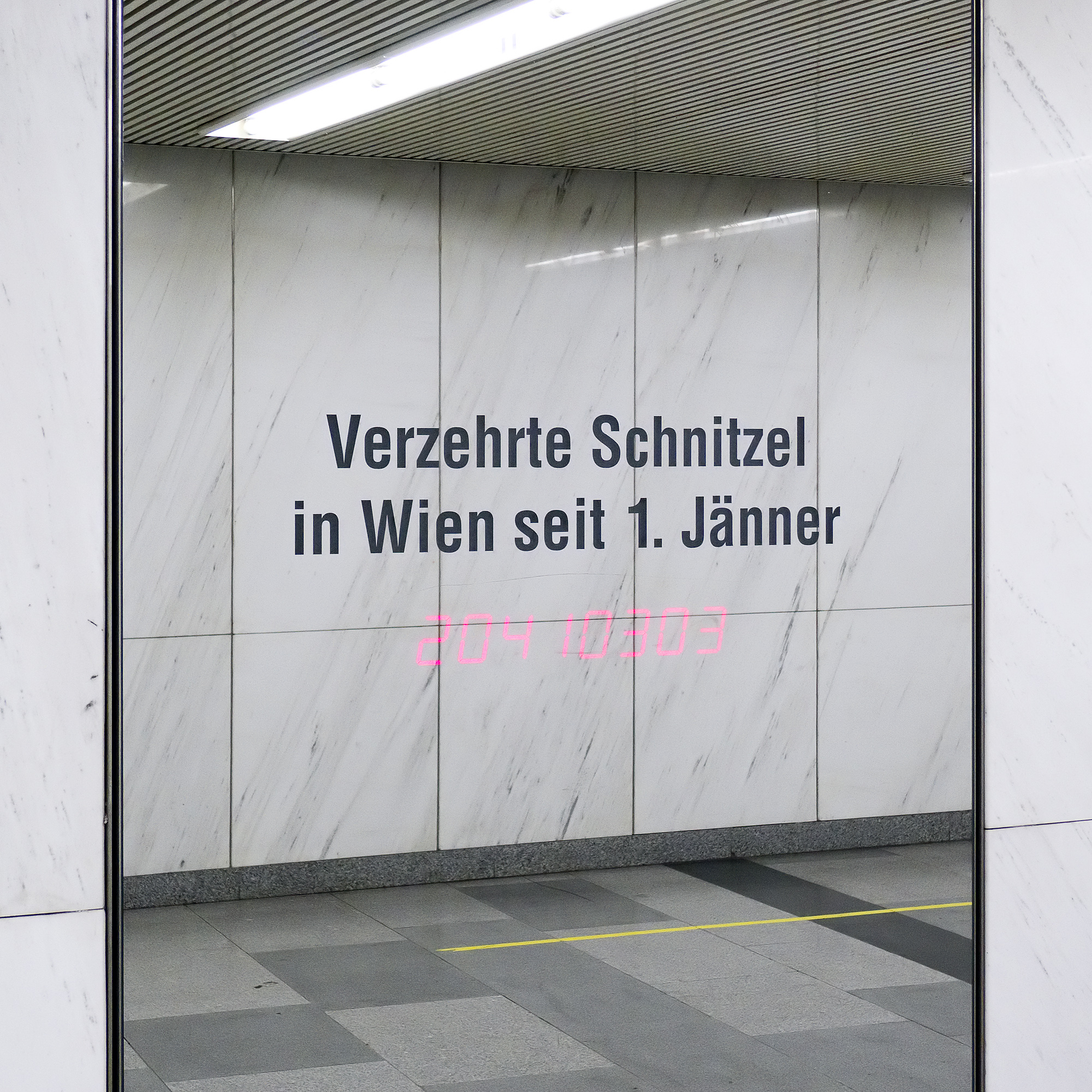
Інсталяція «Pi»
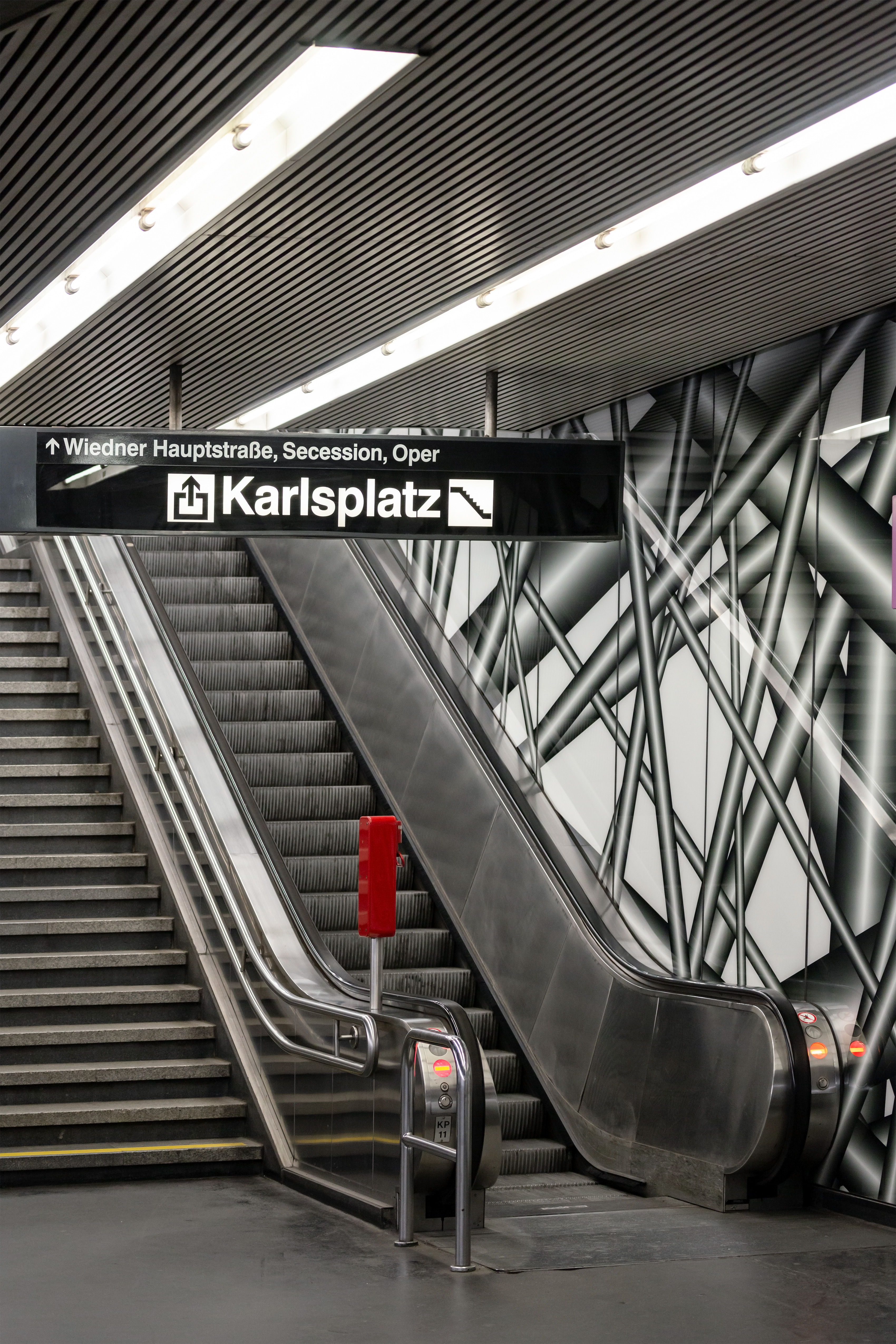
Інсталяція «Ohne Titel» П. Коґлера
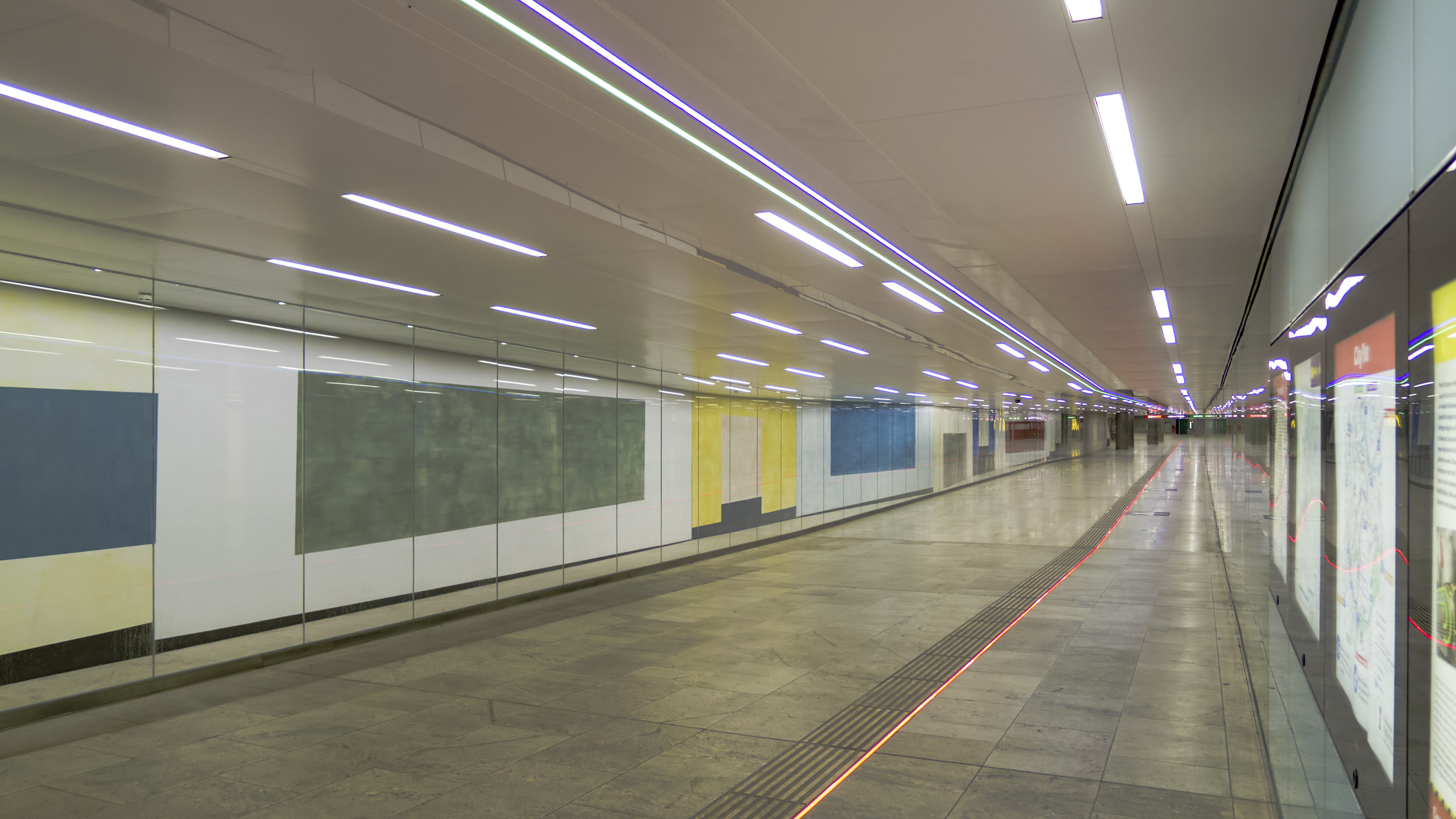
Інсталяція, Кернтнерторпасаж